# Raffaele Guariglia
Raffaele Guariglia (Nápoles, 1889-Roma, 1970) fue un diplomático y político italiano, embajador del Reino de Italia en España, Argentina, Francia, Vaticano y Turquía.

## Biografía
Nació en Nápoles en el 19 de febrero de 1889 y ostentó el título de Barón de Vituso. Fue embajador de la Italia fascista en España entre 1932 y 1935. Más adelante, en 1937, ejercía el cargo de embajador italiano en Argentina. También estuvo destinado como embajador del Reino de Italia en París, El Vaticano y Ankara. El 25 de julio de 1943 fue nombrado Ministro de Relaciones Exteriores del Reino de Italia. Posteriormente, fue Senador de la República Italiana y embajador de la Orden de Malta en España. Falleció el 25 de abril de 1970 en Roma.